# Maxentius
Marcus Aurelius Valerius Maxentius (mezi 275 a 283, patrně Sýrie – 28. října 312 u Říma) byl římský císař panující od 28. října 306 do 28. října 312, tj. přesně šest let. Jeho vláda nebyla nikdy uznávána v celé říši, proto ho lze spíše počítat mezi uzurpátory římského trůnu.

## Původ a kariéra
Maxentius byl synem Diocletianova spolucísaře Maximiana Herculia a Syřanky Eutropie. Narodil se v době, kdy jeho otec ještě sloužil jako důstojník v armádě, a v dětském věku zažil nesmírný vzestup rodiny až k císařskému postavení. Za následníka trůnu ho poprvé veřejně označili v dubnu 289, šest let po otcově nástupu na trůn. Rodiče měli kromě něj ještě dceru Faustu, pozdější manželku Konstantina Velikého, a Eutropia měla navíc z prvního manželství dceru Theodoru.
Asi v roce 293/294 byl Maxentius sezdán s dcerou caesara Galeria Valerií Maximillou, která mu porodila syna Romula. Získal zároveň čestný titul vir clarissimus, další pocty mu však zůstaly upřeny. Diocletianus se na sklonku vlády postavil proti dědění moci (pokud ho vůbec kdy podporoval) a Galerius nebyl Maxentiovi nijak nakloněn.

## Proklamace za císaře
V roce 305 se Diocletianus zřekl trůnu a donutil Maxentiova otce Maximiana, aby učinil totéž. Na jejich místa nastoupili oba dosavadní caesarové, Galerius na východě a Constantius Chlorus na západě, přičemž vedoucí postavení připadlo Constantiovi. Novými caesary se stali do té doby nepříliš známí velitelé Flavius Severus a Maximinus Daia, kteří nedisponovali žádnou mocenskou základnou. Maxentius a Constantiův syn Konstantin byli zcela opomenuti.
Tato tzv. druhá tetrarchie vydržela pouhý rok, neboť Constantius Chlorus zemřel již 25. července 306 v Británii. Tamní vojsko provolalo jeho nástupcem Konstantina, třebaže nárok na vládu měl západní caesar Severus, a Galerius nakonec volbu akceptoval, byť Konstantina uznal jen jako caesara. Pro ambiciózního Maxentia znamenaly události v Británii výzvu, aby postupoval obdobně jako jeho generační druh Konstantin.
Snahy získat moc uspíšilo vření mezi příslušníky pretoriánské gardy, které rozhořčil záměr císaře Severa zrušit jejich výjimečné postavení v říši, už tak nalomené Diocletianovými reformami. Někteří důstojníci se obrátili na Maxentia, který žil na statku poblíž hlavního města, aby přijal purpur. Římský plebs s tím vyslovil souhlas, a odmítl tak zároveň jiné Severovo opatření, jehož smyslem bylo uvalit na metropoli normální zdanění (dosud Řím požíval řady privilegií, ačkoli v něm císaři fakticky nesídlili). Dne 28. října 306 byl Maxentius prohlášen císařem, přislíbil vojsku a lidu vysoký donativ a na svou stranu získal i úřadujícího městského prefekta – vše bez prolévání krve.

## Vláda

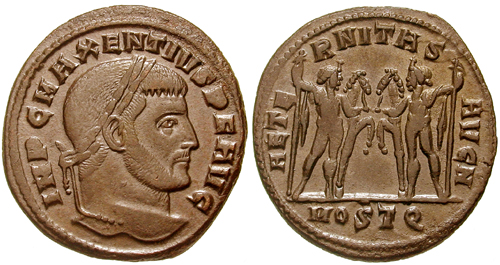
Maxentiova mince

Převrat uznala střední a jižní Itálie, stejně jako Afrika, Sicílie, Sardinie a Korsika, severní Itálii však nadále podržel ve své moci západní císař Severus, sídlící v Miláně. Maxentius zprvu nepřijal ani titul caesar, ani titul augustus, a spokojil se s netradičním označením princeps invinctus (neporazitelný vládce), zřejmě v očekávání, že jeho nové postavení upraví Galerius, podobně jako to učinil v případě Konstantinově. Galerius, který si uvědomoval, že systém tetrarchie je vážně ohrožen, však jakékoli uznání striktně odmítl a místo toho dal najevo, že by Severus měl uzurpaci potlačit.
Na jaře 307 k tomu Severus přikročil a s armádou složenou většinou z vojáků, kteří sloužili Maxentiově otci Maximianovi, postupoval ze severu na Řím. Z Maxentiova popudu přijal excísař Maximianus opět titul vladaře, což až dosud odmítal, a ukázalo se, že pro výsledek tažení to bylo rozhodující. Velká část Severových vojáků přeběhla u Říma na Maximianovu stranu, Severus musel ustoupit do Ravenny a nakonec se vzdát. Do Maxentiova držení se tak dostala celá severní Itálie až po Istrii, přičemž on sám převzal titul augustus.
Nečekaný vývoj událostí císaře Galeria zaskočil a přijetí titulu augustus narazilo na odpor Maxentiova otce Maximiana. Galerius se v létě roku 307 sám vypravil do Itálie, ale ani on ničeho nepořídil, jen vyplenil rozsáhlé plochy na poloostrově. Jelikož Maxentius nařídil v září zavraždit zajatého excísaře Severa, došlo k rozkolu mezi ním a otcem. Na konferenci v Carnuntu v listopadu 308, konané za přítomnosti Diocletiana, Galeria a Maximiana, byl Maxentius vyhlášen za veřejného nepřítele a Maximianus podruhé rezignoval na císařský titul.
Od roku 309 postupně vzrůstalo napětí mezi Maxentiem a novým augustem západu Liciniem, dosazeným na trůn v Carnuntu. Vztahy s Konstantinem zásadně narušily spory o držbu Hispánie i nejasná smrt Maximiana Herculia, která se dala přičíst na vrub Konstantinovi. Přirozeným Maxentiovým spojencem se stal caesar Maximinus Daia na východě, muž stejně ambiciozní jako Maxentius a zároveň protivník dvojice Galerius-Licinius. Systém tetrarchie, tak jak ho zavedl Diocletianus, byl v troskách.
V roce 310 oslavil Maxentius triumf nad Domitiem Alexanderem, který se nakrátko zmocnil severní Afriky, a v roce následujícím se mu smrtí císaře Galeria ztenčila řada nepřátel. Na obranu před Liciniem byla opevňována Raetie, nakonec však nečekaně udeřil Konstantin, nikoli Licinius. Návrh Maximina Daji, aby s ním Maxentius uzavřel oficiálně spojenectví, nemohl být pro rychlý vývoj událostí realizován.

## Smrt
Konstantin táhl proti Maxentiovi s asi čtyřicetitisícovou armádou, v níž byly zastoupeny četné germánské sbory. Do Itálie patrně vpadl přes Mont Genèvre. Jeho protivník se zdržoval s jádrem vojska v Římě, stihl však v severoitalských městech rozmístit své posádky. V první větší bitvě u Turína byla Maxentiova jízda poražena a krátce na to se vzdalo i Miláno. Po dobytí Verony a Aquileie postupoval Konstantin po via Flaminia na hlavní město.
U Říma došlo k několika šarvátkám a Maxentius dal strhnout Milvijský most přes Tiberu severně od města. Plány zůstat za řekou císař posléze změnil a nařídil, aby jeho vojáci přešli po narychlo zřízeném pontonovém mostě na druhý břeh. U Saxa Rubra se rozpoutala bitva, ale postup Konstantinových jednotek se nepodařilo zastavit. Maxentiovi vojáci začali prchat po provizorním mostě, ten se prolomil a Maxentius spolu s jinými utonul v Tibeře. Nazítří bylo jeho tělo vyloveno z vody – nad mrtvým Konstantin vyhlásil damnatio memoriae.